# Edwin Bonnefoy
Pour les articles homonymes, voir Bonnefoy.
François Joseph Edwin Bonnefoy, né le 27 février 1836 à Lorgues et mort le 20 avril 1920 à Aix-en-Provence, est archevêque d'Aix-en-Provence de 1901 à 1920.

## Biographie

### Formation et premières années d'exercice
Edwin Bonnefoy naît à Lorgues, dans le Var le 27 février 1836. Son premier engagement religieux a lieu chez les Oblats de Marie-Immaculée. Il est ordonné prêtre en 1858 par Eugène de Mazenod qui est alors le supérieur de cet ordre religieux. Il part ensuite pour le séminaire de Fréjus.
En 1868, il quitte la Provence pour Paris où il entre dans le clergé.
Lors de la Guerre franco-prussienne de 1870, il sert comme vicaire à l'église Saint-Ambroise et aumônier d'ambulance. À l'issue de la Commune de Paris, il reste peu de temps à l'église de Saint-Germain-des-Prés puis se fixe treize ans comme curé de l'église de la Madeleine. Doté de « goûts aristocratiques », il se plaît dans cette église.
Il est nommé chanoine d'honneur de la cathédrale Saint-Léonce de Fréjus en 1889. L'année suivante, il devient curé de l'église Saint-Jean-Baptiste de Neuilly-sur-Seine.

### Évêque de La Rochelle (1892-1901)
Le 26 novembre 1892, il devient évêque de La Rochelle. Il est préconisé le 19 janvier 1893 avant d'être sacré à Notre-Dame de Paris le 12 mars 1893. Cette étape dans sa vie marque aussi un changement dans ses opinions publiques et politiques. De l'aristocrate parisien s'éveillent des idées démocrates et libérales. Son épiscopat bref dut faire face à de nombreuses difficultés : l'institution diocésaine Notre-Dame-de-Recouvrance fait face à de graves difficultés financières et le petit séminaire de Montlieu-la-Garde est menacé de fermeture. Dans son action, il s'appuie notamment sur Jean-Auguste Eyssautier, supérieur de Recouvrance et futur évêque de La Rochelle.[réf. souhaitée]

### Archevêque d'Aix-en-Provence (1901-1920)
Le 22 juin 1901, Edwin Bonnefoy devient le nouvel archevêque d'Aix-en-Provence en remplacement de Xavier Gouthe-Soulard. Ne pouvant vivre au palais épiscopal où habitaient jusqu'alors tous les archevêques aixois, il loge dans un hôtel du quartier Saint-Jean.
Son épiscopat est marqué par deux grands événements de portée nationale : le séisme du 11 juin 1909 qui provoque la mort de 46 personnes dans la région d'Aix-en-Provence et, cinq ans plus tard, le déclenchement de la Première Guerre mondiale. Ces tragédies révèlent la personnalité d'un archevêque moins pugnace que ses prédécesseurs et sans doute plus modéré.
Peu avant le déclenchement de la Grande Guerre, Edwin Bonnefoy prend des positions politiques, incitant à voter, lors des élections législatives de 1914, pour un candidat favorable à la reprise des relations diplomatiques avec le Vatican.

## Personnalité de l'archevêque
Lors de son arrivée à la tête de l'archidiocèse d'Aix-en-Provence, Le Mémorial d'Aix note que l'homme est « un prélat d'une grande distinction d'esprit et de manières ; il excelle dans les sermons de retraite et dans les allocutions plus intimes des grands mariages où, même en dehors de son ressort, il est souvent convié, trouvant, dans ces ministères extra-diocésains, des ressources importantes pour les œuvres diocésaines qui lui sont chères. »

## Armes
D'azur à la croix latine rayonnante d'or, au chef d'argent chargé de trois roses de gueules. 